# Nifon (patriarcha Aleksandrii)
Nifon – prawosławny patriarcha Aleksandrii w latach 1366–1385.